# Montreal Le National
Montreal Le National ali Montreal Nationals je bil moški članski amaterski hokejski klub iz Montreala. Igral je v nekaj najmočnejših ligah pred nastankom lige NHL. Znan je bil kot eden prvih hokejskih klubov, v katerih so igrali frankofonski igralci, saj so amaterske hokejske zveze pred tem dominirali anglofoni. 

## Lige
Klub je igral v:
- Federal Amateur Hockey League (1903/04)
- Canadian Amateur Hockey League (1905)
- Canadian Hockey Association (1909/10)

Klub je kasneje moštva plasiral v ligo Montreal City Hockey League.

## Vidnejši igralci
- Jack Laviolette
- Didier Pitre